# Ibn Tulun-moskén
Ibn Tulun-moskén (arabiska: مسجد أحمد بن طولون) ligger i stadsdelen El-Sayeda Zeinab i centrala Kairo, Egypten. Den uppfördes av Ahmad ibn Tulun, färdigställdes år 879 och anses vara den äldsta moskén i Kairo i sin ursprungliga form. Den är den till ytan största moskén i staden och bland de största i världen.
Moskén består av en muromgärdad inre gård kring en centralt placerad tvagningsbrunn inhyst i en kupolförsedd byggnad. Gården omges på tre sidor av övertäckta gallerier, på den fjärde sidan finns bönepallen med qibla-väggen. 

## Bildgalleri

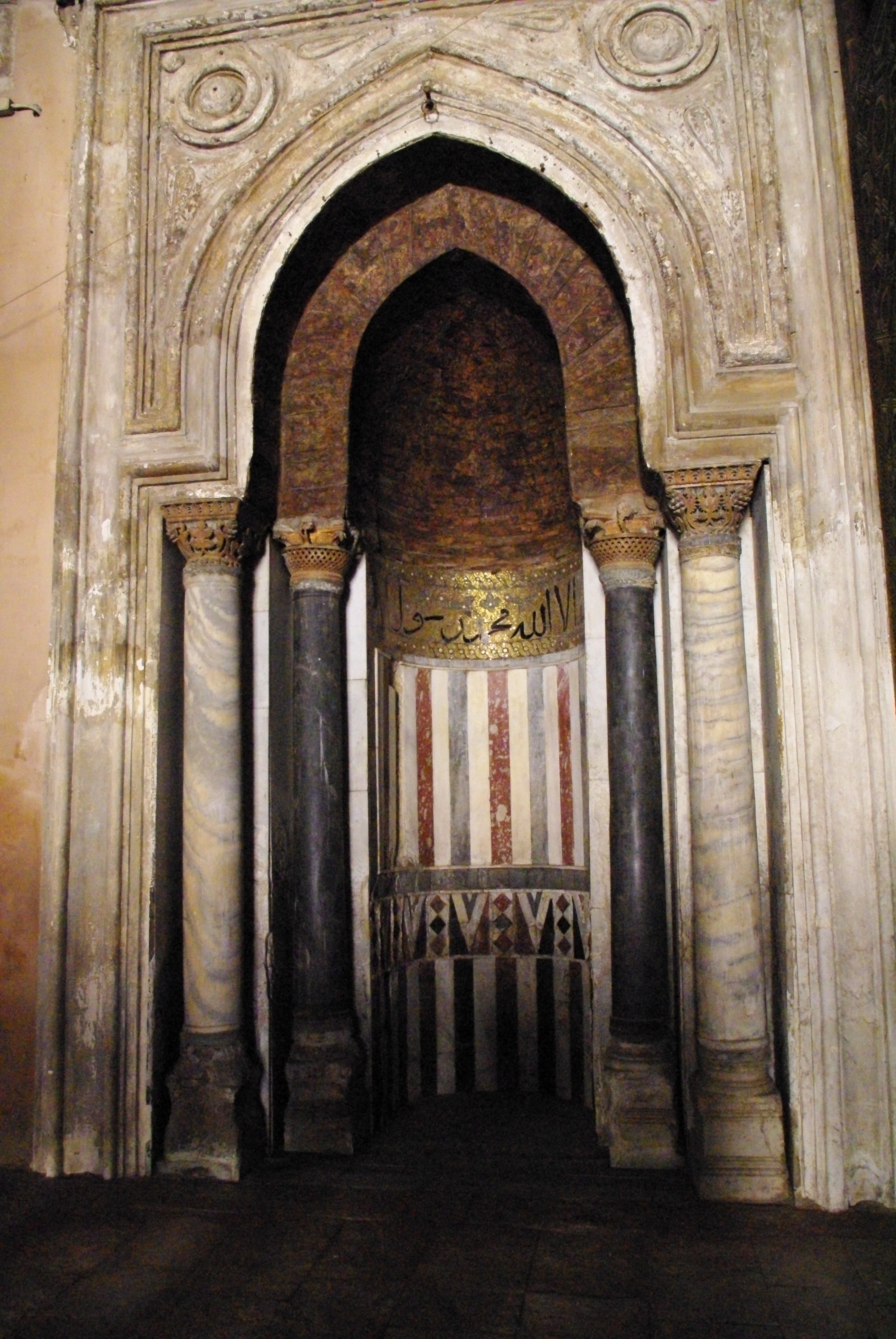
Mihrab (bönenisch) i Ibn Tulun moskén
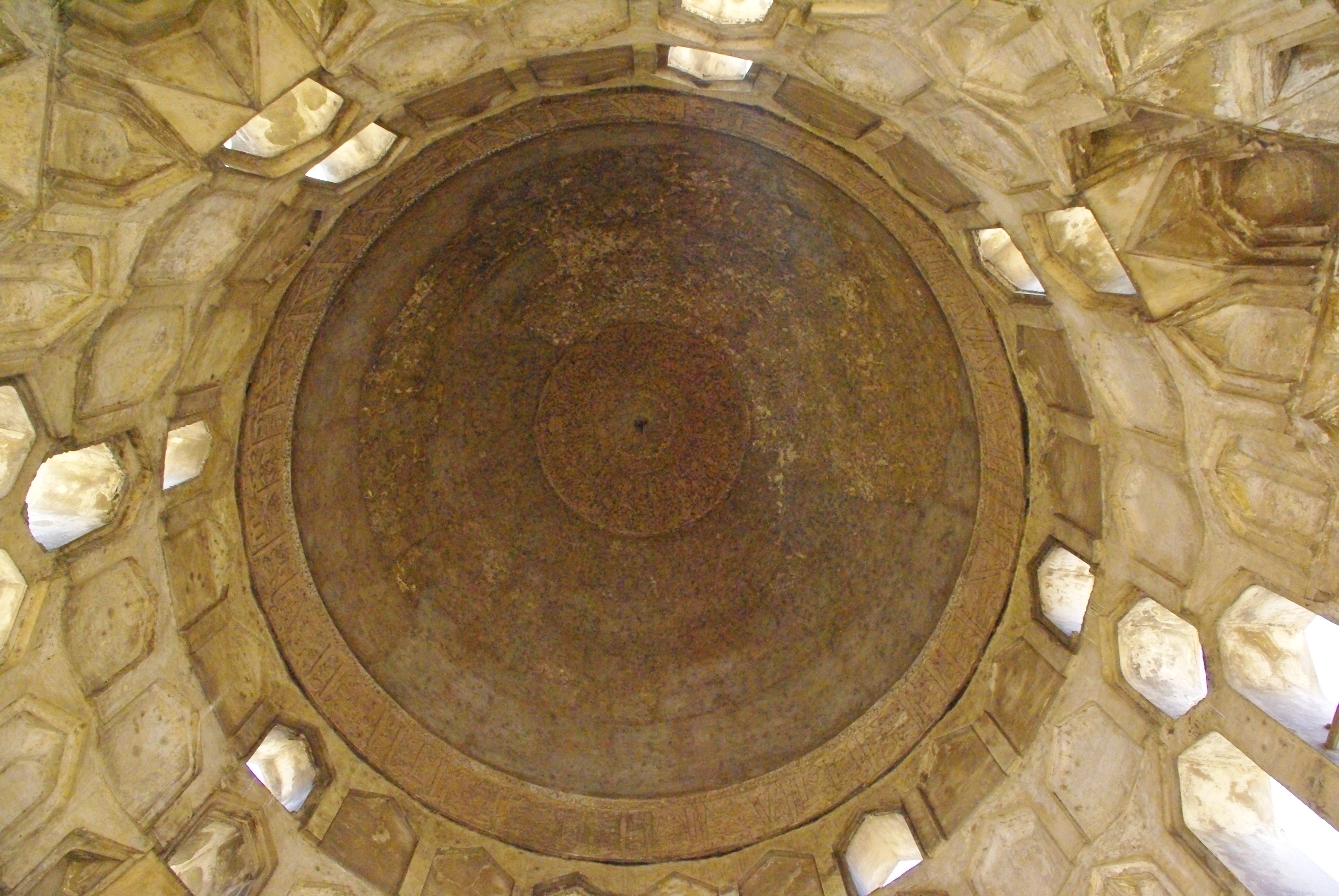
Innertaket av sabil (ablution fontänen) i förgårdens centrum
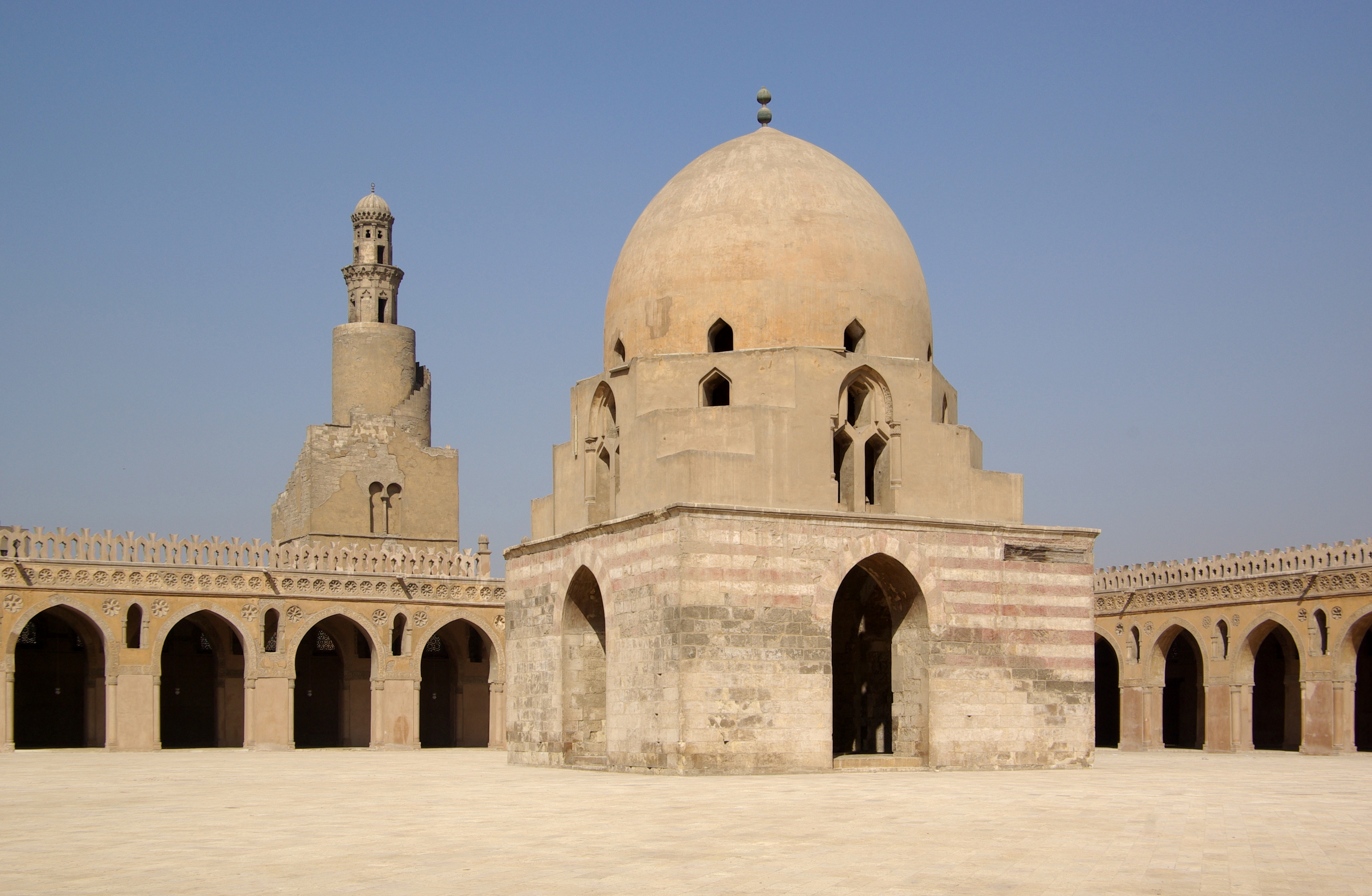
Ibn Tulun-moskén
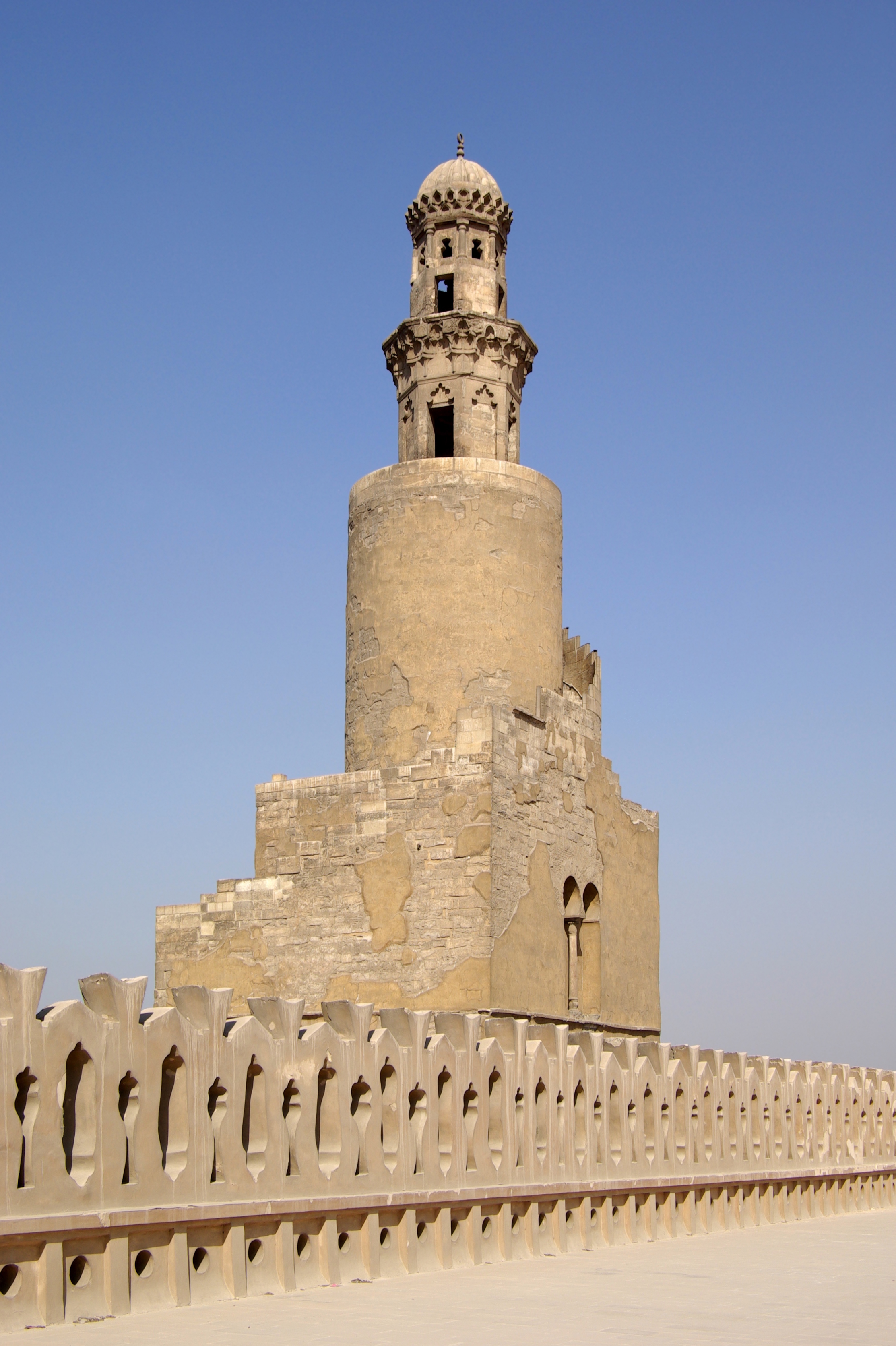
Minaret vid Ibn Tulun-moskén
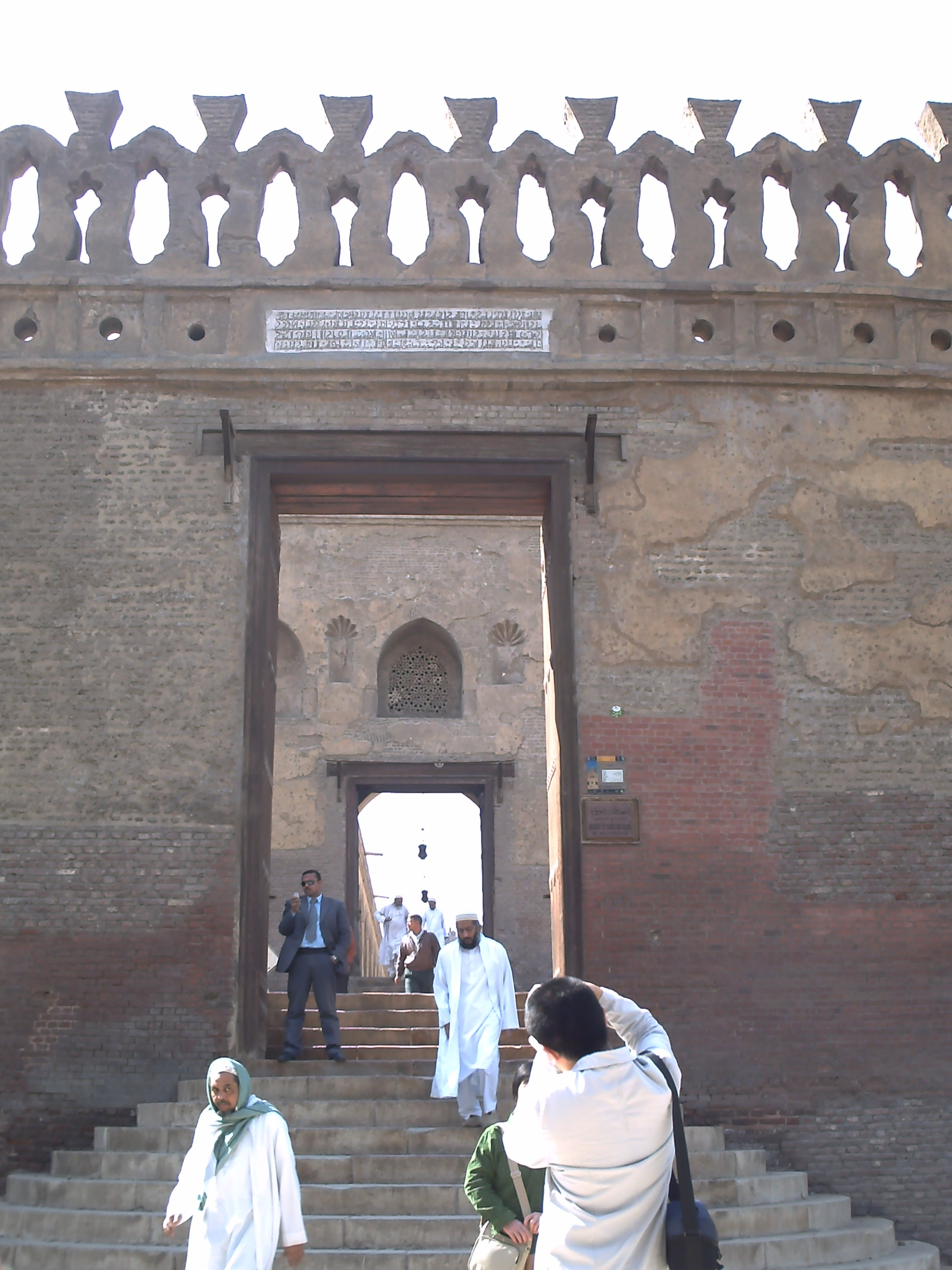
Ingång till Ibn Tulun moskén